# Kristina Hryschutina
Kristina Mykolajiwna Hryschutina (ukrainisch Крістіна Миколаївна Гришутіна; * 21. März 1992) ist eine ukrainische Weitspringerin.

## Karriere
Kristina Hryschutina gelang bisher ein internationaler Erfolg.
So konnte sie sich 2013 bei den U23-Europameisterschaften im finnischen Tampere mit gesprungenen 6,61 m Silber zwischen der erstplatzierten Deutschen Lena Malkus (6,76 m) und der Dritten Dafne Schippers aus den Niederlanden (6,59 m) sichern.